# Clima alpino

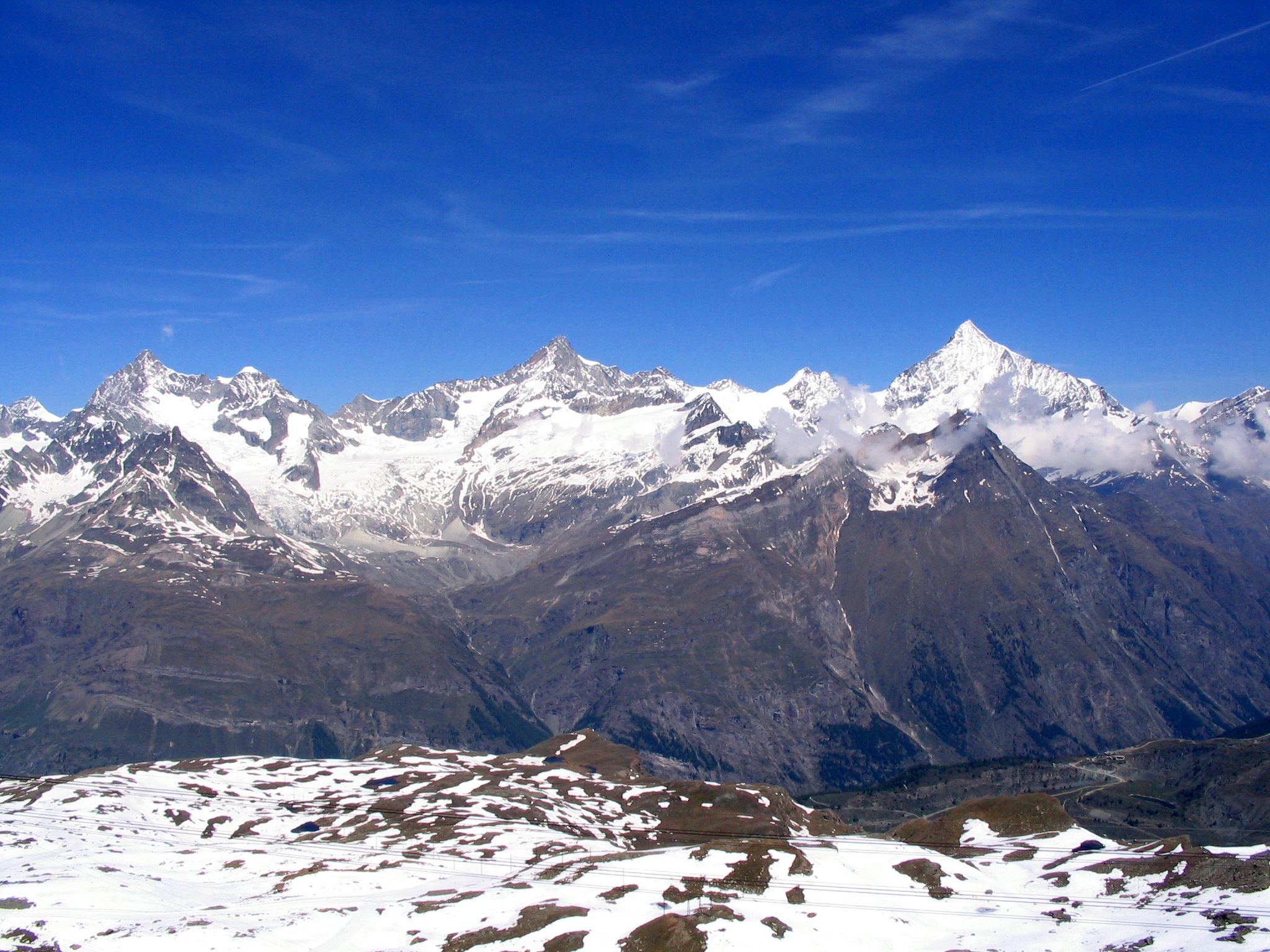
Os Alpes de Valais, regiões típicas do clima alpino

O Clima alpino caracteriza-se por suas baixas temperaturas presentes nas regiões montanhosas da Europa, como os Alpes, Cárpatos, Cáucaso, Pirenéus, Montes Urais, na América do Sul na Cordilheira dos Andes, entre outros e tem como característica predominante a frequente precipitação sob a forma de neve, decorrentes das elevadas altitudes destes locais.
Localidades com cadeias de montanhas são uma barreira natural para as correntes úmidas, assim, destaca-se o clima alpino, com invernos longos e frios e verões frescos e dependendo da elevação do cume, suas temperaturas podem ser mais acentuadas ou não, mas geralmente no inverno caem abaixo de zero com formações de montes de neve e depois geleiras, e no verão, a temperatura é mais elevada.
O clima alpino assemelha-se com o clima subártico ou ártico em relação às temperaturas. Porém, difere quanto à precipitação, pois no primeiro as chuvas são abundantes durante o ano, enquanto no segundo (subártico ou ártico) há uma baixa precipitação ao longo dos doze meses.